# Guidobaldo Del Monte

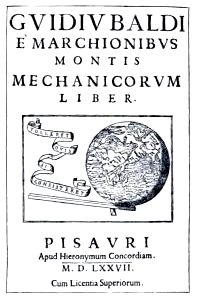
Frontispice du Mechanicorum Liber (1577)

Guidobaldo Del Monte, ou Guidobaldi, ou encore Guido d'Ubalde (né le 11 janvier 1545 à Pesaro dans la province des Marches – mort le 6 janvier 1607 dans son château de Montebaroccio), marquis del Monte, est un mathématicien, philosophe et astronome italien du XVIe siècle. Ses travaux de statique annoncent la notion de travail mécanique. Il développa de nouvelles méthodes de calcul du centre de gravité pour des surfaces et des volumes variés.

## Biographie
Guidobaldo Del Monte est né à Pesaro. Son père, Ranieri, qui appartenait à une riche famille urbinate, se distingua comme ingénieur au service du duc d'Urbin. Il écrivit deux traités sur les fortifications. En récompense des services rendus, le duc Guidobaldo II della Rovere l'anoblit et l'éleva d'emblée au rang de marquis del Monte. À la mort de son père, Guidobaldo hérita du titre.
Del Monte étudia les mathématiques à l'Université de Padoue en 1564 et s'y lia d'amitié avec Le Tasse. Il est d'ailleurs probable que les deux hommes se connaissaient déjà avant l'université, car ils étaient du même âge, et avaient été élevés ensemble à la cour d'Urbino auprès du fils du duc dès 1556.
Il servit comme soldat dans la campagne de Hongrie qui opposait les troupes des Habsbourg aux armées de l'Empire ottoman. Il revint ensuite s'établir dans son château de Mombaroccio dans les Marches, où il consacrait tous ses loisirs à l'étude des mathématiques, de la mécanique, de l'astronomie et de l'optique. Il apprit les mathématiques de Federico Commandino, et devint l'un de ses plus ardents disciples. Il avait pour condisciple Bernardino Baldi, avec qui il se lia également d'amitié.
Il correspondit avec les mathématiciens Giacomo Contarini (it), Francesco Barozzi et Galileo Galilei. Le mésolabe qu'il mit au point, un appareil permettant d'insérer une ou plusieurs moyennes proportionnelles sur un segment donné, et de tracer directement les polygones réguliers, fut repris dans son principe par Galilée lorsque celui-ci conçut son « compas géométrique et militaire ».
Del Monte contribua de manière essentielle à la promotion de Galilée au sein de l'université. Galilée, jeune lettré talentueux de 26 ans sans emploi ni protection princière, venait de publier un essai intitulé La balance hydrostatique. Guidobaldo, impressionné par cet écrit, recommanda Galilée à son frère, le cardinal Del Monte, qui présenta le jeune homme au duc de Toscane, Ferdinand Ier. 
Fort de cette protection, Galilée obtint en 1589 une chaire de mathématiques à l'université de Pise. Del Monte devait à nouveau appuyer sa candidature en 1592, lorsqu'il brigua la succession à la chaire de mathématiques de la prestigieuse université de Padoue, en dépit des machinations du cardinal Jean de Médicis, le fils de Cosme Ier de Médicis. Son amitié pour Galilée n'empêcha pas del Monte de critiquer le principe d'isochronisme des oscillations du pendule simple, une découverte que del Monte jugea non concluante.
En 1593, il fit partie des mathématiciens du « monde entier » pressentis par Adrien Romain pour résoudre son équation de degrés 45, et dont François Viète triomphera.
Enfin, Guidobaldo écrivit un traité de perspective qui fit date, les Perspectivæ Libri VI, publié à Pise en 1600 : cet ouvrage donne aux méthodes de la perspective linéaire, et particulièrement à la méthode du « point de distance », un fondement mathématique au moyen de véritables démonstrations géométriques. Plusieurs peintres et architectes, à l'exemple du scénographe Nicola Sabbattini, utilisèrent ce traité de géométrie dans l'élaboration de leurs œuvres.
Del Monte, resté célibataire, mourut sans enfants à Mombaroccio en 1607.

## Œuvres

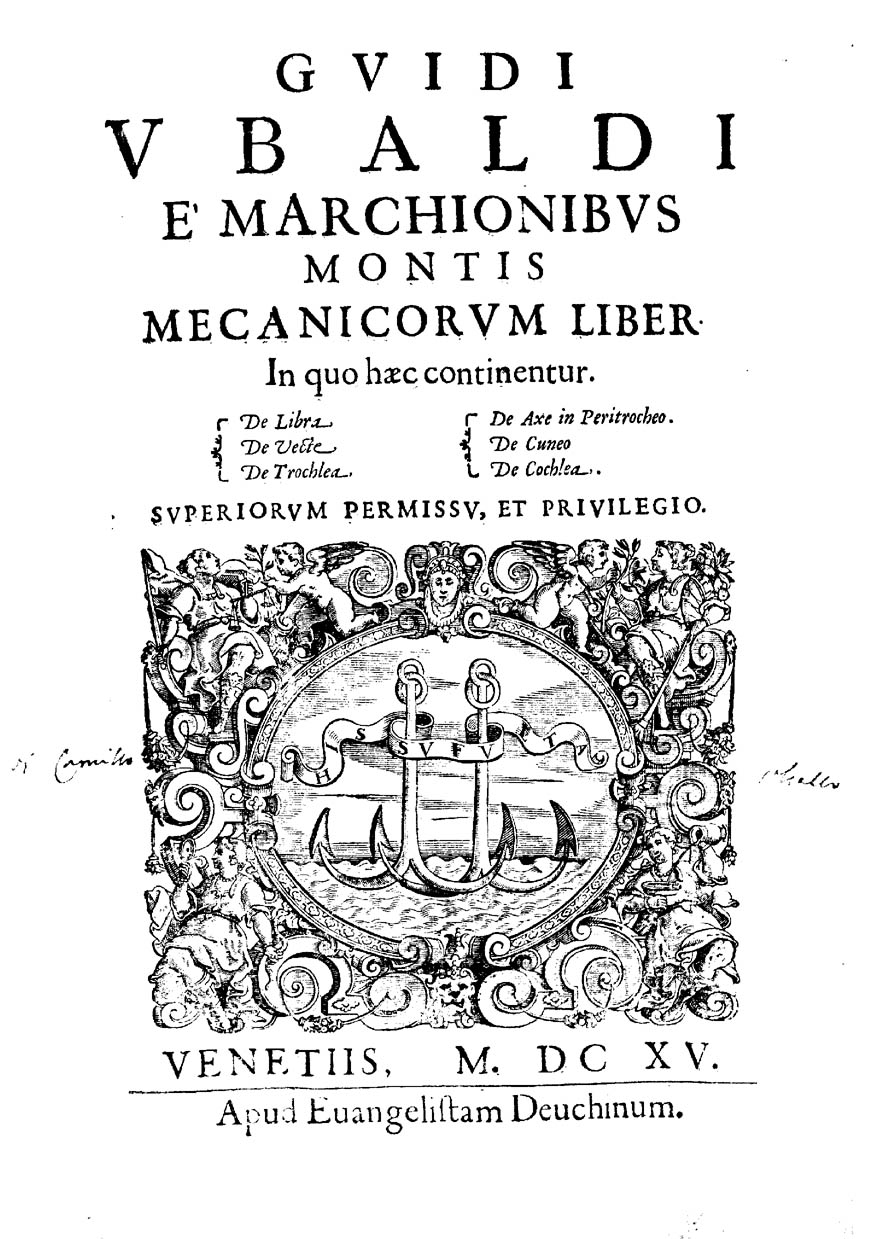
Mecanicorum liber, 1615

### Publications (sélection)
- Mechanicórum liber (1577), Pesaro — Traduction en italien en 1581.
  - Le mechaniche, 1615
- (la) Planisphaeriorum universalium theorica, Pesaro, Girolamo Concordia, 1579 (lire en ligne)
- Perspectivæ libri VI (1600), Pesaro
- (la) Problematum astronomicorum libri septem, Venise, Bernardo Giunta (2.) & Giovanni Battista Ciotti & C., 1609 (lire en ligne)

### Architecture
- Théâtre ducal d'Urbino[3]
- Église S. Maria degli Angeli, Pesaro ; cette église s'effondra[4]

### Œuvres, manuscrits et documents
- Site Cultural Heritage Online — 24 entrées, toutes numérisées (20 septembre 2014)